# Caterina Aschieri
Caterina Aschieri (Roma, 1710 – ...) è stata una cantante italiana, famosa per le sue interpretazione di opere drammatiche dei più noti musicisti della sua epoca, cantò nei maggiori teatri italiani..

## Biografia
Di questa cantante, che fu molto apprezzata nel suo tempo da compositori e pubblico, purtroppo non conosciamo molto; sappiamo che nacque a Roma intorno al 1710, e fu detta infatti "la romanina", ma nulla circa i suoi studi o sui primordi della sua carriera.

Nella stagione 1735 - 1736 fu scritturata per il «Teatro dei Fiorentini» di Napoli, dove cantò nelle opere "Gli amanti generosi" di Domenico Sarro, "Angelica e Orlando" di Gaetano Latilla, "Il finto pazzo per amore" e "I due baroni" di Giacomo Sellitto, e infine nell'opera buffa "Il barone de la Trocciola" di Giovanni Fischietti.<brIl 12 luglio 1736, però, l'Aschieri, che già era stata arrestata, veniva espulsa dal Regno delle Due Sicilie con tutta la sua famiglia cioè la madre, Maria Mazzanti, un fratello e la sorella Albina, anche lei cantante. Tutto ciò per probabili ragioni morali, stante la frase di un cronista che a proposito di quell'episodio scrisse trattarsi di "...voli - così detti - sublimi...", come dire: per motivi irriferibili.
 Emigrò quindi al nord approdando a Milano dove nel gennaio dei 1738 interpretò il personaggio di Angelica nell'omonimo dramma per musica di Giovanni Battista Lampugnani sul «Teatro Regio Ducale» di Milano, riscuotendo subito il successo. In questo stesso teatro, che sempre l'accolse favorevolmente, cantò ancora per diversi anni e sempre in opere di carattere drammatico, che si addicevano alla sua voce, composte da validi musicisti comeLeonardo Leo, Giovanni Battista Sammartini, Baldassare Galuppi, Johann Adolph Hasse ed altri. Nello stesso teatro interpretò anche tre dei primi lavori di Christoph Willibald Gluck:  "Artaserse" nel 1741, "Demofoonte" l'anno seguente e "Sofonisba" nel 1744. Frattanto, nel settembre 1743, aveva cantato nel "Tigrane" dello stesso autore, in occasione della prima rappresentazione data a Crema.
Decise poi di cambiare città e; sempre nel 1744, al «Teatro del Falcone» di Genova si esibì nell'opera "Farasmane" di Giuseppe Maria Orlandini, e ormai era già una così affermata primadonna da chiedere nell'agosto 1744 «»...centequaranta luigi d'oro...» a Mariano Nicolini impresario teatrale del «Teatro degli Obizzi» in Padova, per cantare  la "Semiramide" del Lampugnani e l'Artasere di G. Abos nella successiva stagione 1745-1746.

Parti poi per Vienna riscuotendovi successi. Nel 1748 però fece ritorno a Napoli, scritturata da Domenico Tufarelli per il Teatro San Carlo come primadonna e con un onorario di quasi tremila ducati, con un contratto che le fu rinnovato a pari condizioni anche nella seguente stagione 1749-50.
Dopo le recite del carnevale 1750-51, lasciò definitivamente Napoli per cantare nei maggiori teatri di Milano, Torino, Venezia, Firenze, Padova dove nel 1752 interpretò il "Demetrio" scritto appositamente da Giuseppe Domenico Scarlatti per il «Teatro nuovo», fino al 1757, quando si ritirò dalle scene.

### Annotazioni
1. ↑  Non fu la sola cantante idel passato a essere chiamata così, come lo fu in precedenza Vittoria Archilei e poi Marianna Bulgarelli.
2. ↑  Acclamato autore napoletano di opere buffe, era il padre del più noto Domenico Fischietti.

### Fonti
1. 1 2 3 4 5 6 7   Domenico Di Palma, Caterina Aschieri, in Dizionario biografico degli italiani, vol. 41, Roma, Istituto dell'Enciclopedia Italiana, 1962. URL consultato il 29 marzo 2024.